# Cascade (Idaho)
Cascade is een plaats (city) in de Amerikaanse staat Idaho en valt bestuurlijk gezien onder Valley County.

## Demografie
Bij de volkstelling in 2000 werd het aantal inwoners vastgesteld op 997.
In 2006 is het aantal inwoners door het United States Census Bureau geschat op 1016, een stijging van 19 (1,9%).

## Geografie
Volgens het United States Census Bureau beslaat de plaats een oppervlakte van
10,9 km², waarvan 9,4 km² land en 1,5 km² water. Cascade ligt op ongeveer 1451 m boven zeeniveau.

## Plaatsen in de nabije omgeving
De onderstaande figuur toont nabijgelegen plaatsen in een straal van 52 km rond Cascade.